# Korneliusz (setnik rzymski)

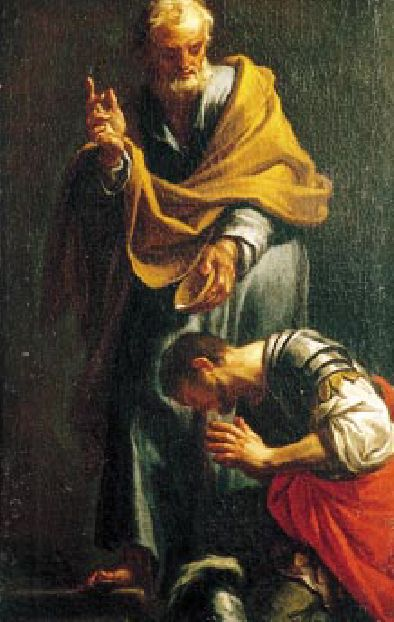
Św. Piotr chrzci Korneliusza

Św. Korneliusz (gr. κορνηλιος) – według Dziejów Apostolskich (rozdział 10) rzymski setnik w Cezarei w I wieku n.e., oficer kohorty Italskiej (gr. σπειρης). Mimo nieizraelskiego pochodzenia był „pobożny i bojący się Boga” (ευσεβης και φοβουμενος τον θεον), tj. wierzył on, wraz z całą rodziną, w Boga Izraela. Nieustannie modlił się oraz wspomagał biednych (Dz 10,1-2). Podczas wizji otrzymał polecenie od Boga, aby sprowadzić do swojego domu św. Piotra. Gdy Apostoł przybył do domu setnika i przekazał mu naukę Ewangelii, na Korneliusza wraz z rodziną i przyjaciółmi zstąpił Duch Święty, co było powtórzeniem czasu Pięćdziesiątnicy. Zaskoczony tym Piotr stwierdził, że nie może odmówić chrztu wodnego ludziom, którzy otrzymali Ducha Świętego (Dz. 10,44-48).
Całe to wydarzenie odegrało ważną rolę w historii chrześcijaństwa, gdyż Korneliusz i jego dom byli pierwszymi poganami, którzy zostali włączeni w poczet chrześcijan, uznających do tej pory jedynie Żydów, lub ewentualnie (Dz. 8,14-25) Samarytan (poprzez częściowe pochodzenie od Izraelitów) za godnych chrztu Duchem Świętym. Rozdział 11. Dziejów Apostolskich opisuje kontrowersję, jaka wynikła po tych wydarzeniach w Jerozolimie. Dopiero po wyjaśnieniach Apostoła Piotra, wszyscy wierzący pochodzenia żydowskiego uznali, że również poganie mogą dostąpić zbawienia (Dz 11,18).